# 280
280 је била преступна година.

## Догађаји
- Римски узурпатор Прокул започиње побуну у Лугдунуму (Лион, Француска) и проглашава се царем.
- Цар Проб протерује Алане у Малу Азију и гуши побуну у Галији; Прокул је погубљен.
- Германи уништавају римску флоту на Рајни; Бонос је проглашен за цара у Колонији Агрипини (Келн).
- Проб побеђује војску под Боносом. Бонос не види излаз и обеси се. Његова породица је третирана са почастима.[2]
- Јулије Сатурнин, гувернер Сирије, налази се у Александрији, задужен за одбрану Истока. Проглашен је за цара и повлачи се у Апамеју. Проб опседа град и погубљује га.
- Римска територија је под сталном претњом напада Франака. Градови у Галији су ојачани одбрамбеним зидинама.
- Цар Ву из династије Ђин завршава уједињење Кине, која је претходно била подељена између три сукобљене силе током периода Три краљевства. Главни град династије Ђин, Луојанг, постаје просперитетан трговачки центар, јер стране дипломате и трговци путују тамо.
- Краљ Бахрам II из Сасанидског царства (Персије) шаље изасланике да траже мирне односе са Римом.
- Проб је на десној обали Дунава населио 100 хиљада Бастарна, које су Готи протерали из Дакије, поверивши им одбрану граница. Проб је покушао да учини исто са Гепидима, Францима и Вандалима, али су се они побунили, и цар је морао да поведе огроман рат са њима.